# ウルトラ魔法少女まなな
『ウルトラ魔法少女まなな』（ウルトラまほうしょうじょまなな）は、アリスソフトが制作したアドベンチャーゲームのシリーズ作品。単体で発売されたことはなく、同社の他作品やイベント限定販売商品に同梱される形でリリースされた。全5巻。18禁ではないが、18禁作品が同梱されるため、18歳以下はプレイできないとアリスソフトは規定している。

## 概要
各巻が同梱された商品は以下の通り。
- Vol.1 『RanceVI -ゼス崩壊-』（2004年8月27日発売）
- Vol.2 「まななフィギュア」
（2004年10月11日、同年11月7日開催の「DreamParty」で販売 - 現在販売終了）
- Vol.3 『ALICEの館7』（2004年12月17日発売 - 現在生産終了）
- Vol.4 「ウルトラ魔法少女まななカレー」
（2005年5月4日、同年6月26日開催の「DreamParty」で販売 - 現在販売終了）
- Vol.5 『ぱすてるチャイムContinue』（2005年6月17日発売）

2012年5月現在、アリスソフト公式サイトにて『ウルトラ魔法少女まなな』Vol.1～Vol.5(キャラクターボイス有り)が無料でダウンロード公開されている。

## あらすじ
数多くの侵略者に狙われる地球。暴れまわる魔法怪獣。圧倒的な力の前になす術の無い地球人類。しかし一人の少女が赤い光と共に、地球を救うために降り立った……しかし少女は魔法怪獣より暴れん坊だった。

## 登場人物
まなな
魔法の国からやって来た、SSSランクのウルトラ魔法少女。魔法怪獣退治の専門家。敵味方問わず被害を出す暴れん坊で、その魔法戦闘力は惑星破壊規模。魔法格闘技師範代クラスで生身も相当強い。宇宙正義のためなら冷酷な決断も躊躇わずに行うが、常識や良心はあり、周囲が暴走するとツッコミに回ることもある。敵対してくるものも泰然と迎える、深い懐と豪快な気性の持ち主。天城家に居候することになり、家人である俊一が通っている南城学園に自らも進むと、学園将軍の地位に着き学園を掌握した。10万28個の命を持っている。大のお風呂好きで殺人的に音痴。まななに関わった人間は酷い目に遭う。
もこもこ
まななの使い魔。見た目は可愛いが、性分はとても陰湿で誰かが苦しむ姿を見るのが楽しみ。お腹が空いていると100人ぐらいは軽くいけるらしい（何が軽くいけるのかは不明）。怪しい電波から怖い電波まで受信する事が出来る。まななが魔法の国の宝物庫からちょろまかして持ってきた二つの「使い魔の缶詰」から召喚された一匹（もう一匹は期限切れだった）。まななからの扱いはかなりぞんざいで、彼女への忠誠も低い。
ヴァル
魔法の国からやって来た、第二のウルトラ魔法少女。まななと違い使命に忠実で、冷静に敵を分析し弱点を的確に突き魔法怪獣を倒す。魔法戦闘力はまななと同じ。魔法棒術の心得はあるが、生身の戦闘力は並。7万158個の命を持っている。地球文化の事を何も知らずに地球に来てしまった（地球に関する資料をまななが返却延滞しているため）。魔法学校時代まななと関わり酷い目に遭った為、再会時はまななを嫌っていたが、その後和解した。ストレスで魔法が使えなくなるとドジっ子になり、同時に泣き虫になる。魔法が使えないとき杏奈に助けられ、彼女の家で居候することになる。自覚は薄いが杏奈に惚れている。まななからは親友だと思われている。
クロガネ
ヴァルの使い魔。ヴァルに絶対の忠誠を誓い、彼女からの信頼も厚い。最上位クラスの使い魔で、戦闘能力はずば抜けている。もこもこと違い優秀で、まななからも高く評価されている。
まや
魔法の国からやって来た、第三のウルトラ魔法少女。まななの妹。不正をしたまななに罰を与える為地球に向かっていたが、次元嵐の中に突っ込んでしまい、過去の地球に着き1万年間冷凍冬眠していた。ウルトラ魔法少女査問委員会の委員で、不正を行ったまななに魔法少女の贖罪の刑を言い渡し来た。1万年間冷凍冬眠していたため人格がよく変わる（普段は真面目だが人格が入れ替わると子供っぽくなり喋り方も変わる）。年中同じ格好だが、本人には拘りがある。天城家に居候することになった。まななにとっては数少ない、苦手な相手。
天城俊一（てんじょう しゅんいち）
南城学園に通う気弱な少年。まななと出会ったことから彼の不幸が始まった。地球に降り立ったまななに踏み殺されてしまい、まななの命を分けてもらい生き返らせてもらった。だがそのことで、まなななしでは生きてはいけない身体にされてしまった。その為まななを自分の家に居候させることになる。いざというときは勇気も見せるが、その甲斐もない徹底的に無力な存在。母親は他界しており、父親は伝説のゲームソフトを探しに行ったきり行方不明で、兄と二人で暮らしている。まななから散々な目に遭うが、仲は良好。
香坂杏奈（こうさか あんな）
俊一の幼馴染で、南城学園の学園奉行を務めている少女。世話好きで優しく、幼い頃いつも苛められていた俊一をよく助けていた。そして助けている内に格闘技のエキスパートになった。その強さはまなな曰く、生身なら宇宙でもトップクラスで、勘もいい。俊一にラブラブで、将来の夢は俊一のお嫁さんになること。一方、ヴァルの好意にまんざらでない節もある。座右の銘は「悪漢共に御仏の慈悲なし」。怒りが頂点に達すると気絶してしまう。まななからは同性のよしみか、俊一よりも大事にされている。
天城優作（てんじょう ゆうさく）
俊一の兄で、マニア向けゲームショップの店長。老若男女から人気があり、特に近所の奥様方に大人気で優作を巡って激しい争奪戦が繰り広げられるほど。とても優しいお兄さん。ジミーが地球に降り立った時に踏み潰され死んでしまったが、蘇生魔法でも傷が癒えなかった為ジミーと融合する事になった。まななも慕っている。
ドクターマッド
地球を侵略する為に地球にやってきた異星人で、宇宙のマッドサイエンティスト。元宇宙惑星侵略販売組織Qの営業部長。地球を制圧する為、魔法怪獣を操ってウルトラ魔法少女に戦いを挑む。策士だが詰めが抜けている。
マスターブレイン
地球を侵略する為に地球にやってきた女性の異星人。地球を制圧する為、魔法怪獣を操ってウルトラ魔法少女に戦いを挑む。凄い気色の悪い容姿をしている。賢明で細心な判断ができ、ドクターマッドより抜かりがない。
侵略者G（しんりゃくしゃじー）
マッドやブレイン達のボス。元々は地球に友好目的で来たが、某国に捕まり仲間達が解剖など酷い仕打ちをされ、復讐の為地球を侵略しようとする。
EX魔法少女（えくすとらまほうしょうじょ）
ウルトラ魔法少女を凌ぐEXクラスの魔法少女。故人であり、伝説に謳われた気高い高潔な人物。その魔法力は恒星破壊規模クラス以上といわれている。
司令官（しれいかん）
秘密結社地球防衛軍の司令官。異星人は問答無用で皆殺し、逆らう者は即抹殺、という危険な思想を持った集団の司令官。友好目的で来た異星人を毒ガスなどで皆殺しにしたり、協力しないホワイトハウスの地下にある地球防衛軍アメリカ支部を爆破したりする。まななと関わり、新たな世界に目覚める。
ボーナム
秘密結社地球防衛軍の副官。司令官の補佐をしている。少しは常識もあるが、司令官に心酔している（愛している）ため、共に暴走する。
ジミー・カーター
馬頭星雲にある惑星ペガサスの第一王子で馬。自称まななの婚約者の馬。自他共に認める小物で、卑猥な行動を堂々と繰り返す馬。優作を踏み潰し、治療の為に優作と融合した馬。移動魔法のエキスパートの馬。滅多に本名で呼ばれない馬。まななから呆れるほど嫌われている。
父さん
まななとまやの父親。魔法の国の高官で、地球でいう警視総監のような地位にいる。筆不精で、娘を溺愛している。
アリス
まななのクラスメイトで、クラス委員長の少女。新世紀武闘伝説シンデレラRXの脚本家。策士な一面がある。
不良
南城学園の生徒。よく面倒を起こしている典型的な不良で、その度あっさりやられる。まななに服従する。
学生男
南城学園の生徒。いい加減な見た目に反して実力がある。
学生女
南城学園の生徒。学生男に助けられる。
江口
自称、チンケな不良。サングラスを外すと印象が変わる。杏奈に告白する。
魔法怪獣ギラギオン（まほうかいじゅう - ）
第1話に登場した魔法怪獣。大きなモグラの姿をしている。巨大な爪での攻撃や10億度の炎を吐く。俊一を殺し、相当な人的被害も出した。杏奈の攻撃にいくらかダメージを受ける。
魔法怪獣ジーガロン
第4話に登場した魔法怪獣。大きな蟹の姿をしている。超高圧に圧縮した水流や重力波などで攻撃してくる。ドクターマッドの作戦で、まななたちを上回る凄まじい魔法力を得た。
魔法怪獣ビッグベア
第8話に名前だけ出た魔法怪獣。気温が0度以下だった為、登場せずに冬眠してしまった。
魔法怪獣スノウクィーン
第8話に登場した魔法怪獣。雪女を改造し洗脳した、淫乱色ボケ魔法怪獣。興奮すればする程能力が上がる。冷気を使い周囲の気温を一気に氷点下にしたり、乳房が激しく揺れる事で発生する衝撃波や巨大な雪だるま、氷柱を使ったりして攻撃してくる。卑猥なキャラとは裏腹に、ウルトラ魔法少女の弱点を突き、まななたちをかなり苦しめた。

## 各話タイトル
- Vol.1収録
  - 第1話「ウルトラ魔法少女作戦7号」
あらすじ：宇宙から地球に迫り来る謎の魔法怪獣。地球を未曾有の危機から救う為、ウルトラ魔法少女が赤い光と共に地球に降り立った。
  - 第2話「いきなり最終回？それとも主役交代劇？」
あらすじ：まななはアイドルデビューすることになってしまった。合言葉は「はわわ、はにゃーん」。
- Vol.2収録
  - 第3話「地球は侵略者の星。まなな、命の決断!」
あらすじ：まななを地球の侵略者だと思い込んだ地球防衛軍の司令官は、南城学園の学園長としてまななの前に現れた。
  - 第4話「振り向いたらライバルがいた」
あらすじ：新たな敵ドクターマッドにより壊滅してしまった地球防衛軍。さらに彼によって呼び出され魔法怪獣が地球に現れる。その時青い光と共に、第二のウルトラ魔法少女が地球に降り立った。
  - 第5話「哀しみがいっぱい。君も僕もみんな不幸!」
あらすじ：目が覚めるとそこは異星人に支配された地球だった。
- Vol.3収録
  - 第6話「お約束満載？超恋愛シミュレーションの罠!」
あらすじ：天城俊一は転校生のまななを攻略する為、好感度やフラグを上げまくろうと奮起する。
  - 第7話「ダイイングメッセージは猫の先っちょ」
あらすじ：文化祭で劇をすることに決まり、クラス委員長のアリスちゃんが脚本した「新世紀武闘伝説シンデレラRX」を演じる事になった。
  - 第8話「地獄からやってきたマジカルシスタープリンセス」
あらすじ：侵略者達によるウルトラ魔法少女抹殺計画の魔の手がまななに迫る。その時第三のウルトラ魔法少女が現れた。
- Vol.4収録
  - 第9話「魔法少女の贖罪。今夜はハードコア」
あらすじ：魔法少女の贖罪の刑に処されたまななは、恥辱と羞恥に満ちた日々を過ごしていた。
  - 第10話「北○○ンは侵略者の国」（欠番）
あらすじ：ある日北○鮮が侵略者の手に落ちてくれた。超巨大化変身をしたまま北○鮮に向かったまななは、北○鮮の首都を破壊していく……はずだったが諸般の事情により欠番になった。
  - 第11話「衝撃!闇の中でどっきり。ぽろりもあるよ。」
あらすじ：真のヒロインの座を賭け、ヒロイン達の壮絶なバトルが始まった。
  - 第12話「美少女牧場の決闘」
あらすじ：エイプリルフールの今日はどんな嘘をついてもいいと知ったまななはある嘘をつく。それが地球を未曾有の危機に追い込んでしまう。
- Vol.5収録
  - 第13話「魔法の星から来た少女」
あらすじ：ついに最終決戦の時が来た。史上最大の敵が現れる。地球は最後の日を迎えてしまうのか。

## 必殺技一覧
まなな専用
- 光と闇の円舞 - 必殺技というよりも通常技。地味に相手の体力を削る。
- もこもこバーニングアタック - もこもこを火達磨にして相手にぶつける。
- 超重力攻撃魔法ぺったん - 使用すると副作用でまななの胸の膨らみが1cm減る。
- お色気攻撃 - 自滅技。
- 爆裂究極召喚魔法 - コメットさん（巨大でプリティでちょっとシャイな隕石）を呼び出す。
- 源泉召喚熱湯温泉地獄 - 源泉から湧き出た熱湯が、竜の姿になり襲い掛かる。

ヴァル専用
- ライトニングウィップ - 光の鞭で攻撃する。
- ウィンドクラッシャ - 疾風となったクロガネが相手に襲い掛かる。
- 氷の爆陣 - 絶対零度の攻撃。

まなな・ヴァル専用
- サテライトシュート - 光の粒子を身体に集め一気に放つ光線技。
- ダブルバーニングクラッシャー - もこもことクロガネの合体技。
- 真・光と闇の円舞 - まななとヴァルの合体技。
- ファイアーアイスウィップ - まななとヴァルの合体技。
- ツインライトニングシュート - まななとヴァルの合体技。

## スタッフ
- シナリオ：イマーム
- キャラクター原画：MIN-NARAKEN
- 音楽：Shade
  - オープニング・エンディングテーマ「Blue Planet」
歌：Duca、作詞：Duca、作曲：ANZE HIJIRI
  - 挿入歌「秘密結社地球防衛軍軍歌」
歌：司令官・ボーナム、作詞：? 、作曲：?

## 関連商品

### カードゲーム
Lycee
シルバーブリッツのカードゲーム、Lyceeに参戦している。収録エキスパンションは、Alicesoft1.1など。